# Prince of Persia (jeu vidéo, 1989)
Cet article concerne le jeu original de 1989. Pour l’article général sur la série, voir Prince of Persia. Pour le jeu sorti en 2008, voir Prince of Persia (jeu vidéo, 2008).
Prince of Persia est un jeu vidéo d'action/réflexion et d'aventure en deux dimensions édité par Brøderbund et sorti en 1989 pour le micro-ordinateur 8 bits Apple II. Développé par Jordan Mechner pendant près de quatre ans, il rencontre un fort succès. Traduit en six langues et porté sur une vingtaine de supports, le jeu s'est vendu à plus de deux millions d'exemplaires à travers le monde.
Il est resté célèbre pour la qualité des animations par rapport aux autres jeux de l'époque grâce à l'utilisation de la technique de rotoscopie. Il est le premier épisode de la saga Prince of Persia et le premier épisode du premier cycle de la série.
Le jeu est novateur et abouti sur bien des aspects : on y trouve une animation très fluide et détaillée du personnage, jointe à un comportement et des aptitudes physiques réalistes, à contre-courant de nombreux jeu d'arcade de l'époque ; l'utilisation de la barre de vie, encore rare à cette époque ; un temps limité pour achever l'aventure ; des combats originaux : le protagoniste et les ennemis s'affrontent à l'épée, et non avec toutes sortes de projectiles comme dans les jeux qui lui sont contemporains ; l'absence de tout score ou encore l'inclusion de scènes cinématiques (séquences où le joueur devient spectateur et n'a plus de contrôle sur le personnage).

## Trame

### Situation initiale

L'introduction du jeu, au cours de laquelle Jaffar donne une heure à la princesse pour l'épouser ou mourir.

Le cadre scénaristique du jeu est brièvement exposé lors de la cinématique d'introduction, mais comporte peu de détails. Historiquement, les joueurs devaient se référer au résumé indiqué à l'arrière de la boîte du jeu pour en savoir plus sur le contexte de l'aventure.
La cinématique d'introduction expose la situation suivante : « En l'absence du sultan, le grand vizir Jaffar fait régner la tyrannie d'une main de fer. Un seul obstacle demeure entre Jaffar et le trône : la charmante fille du sultan. » Dans une séquence muette et un décor inspiré des palais des Mille et Une Nuits, la princesse refuse de céder aux avances de Jaffar. Celui-ci laisse à la jeune femme une heure pour accepter le mariage, sans quoi elle sera tuée. « Le seul espoir de la princesse repose désormais sur le courageux jeune homme qu'elle aime. Tout juste sait-elle que celui-ci est déjà prisonnier des geôles de Jaffar. »
La boîte du jeu apporte des précisions supplémentaires sous la forme d'un monologue de Jaffar. Le joueur apprend ainsi que le vizir tyrannique a précédemment servi le sultan de Perse pendant dix-sept ans. Il convoite désormais le pouvoir qui lui sera conféré en épousant la fille du sultan. Jaffar sait que celle-ci espère être délivrée par un jeune aventurier inconnu qu'il a pris soin de faire emprisonner. « Même s'il s'échappait de sa cellule, il ne pourrait pas survivre aux pièges et aux gardes du palais » se rassure-t-il. « Et s'il y parvenait, je serais obligé d'utiliser certains de mes pouvoirs. Enchantements ? Magie noire ? Je parle de mystères auxquels nul ne saurait résister. »
Le joueur incarne le jeune aventurier alors que celui-ci vient de s'échapper de sa cellule et se retrouve dans les couloirs du palais. Le jeune homme n'a dès lors qu'un but : rejoindre sa dulcinée pour la libérer dans le temps imparti d'une heure.

### Déroulement scénaristique du jeu
Le jeu se compose de douze niveaux correspondant à douze parties du palais. Certains niveaux apportent des éléments scénaristiques qui ne sont toutefois pas commentés.
Dans le premier niveau, le joueur récupère une épée trouvée à côté d'un squelette. Il peut dès lors affronter les gardes du palais. Dans le troisième niveau, un premier effet des pouvoirs de Jaffar se manifeste : le joueur doit repousser un squelette qui ne subit aucun dommage lorsqu'il reçoit des coups d'épée. Au quatrième niveau, Jaffar provoque l'apparition d'un miroir magique qui bloque le joueur dans un couloir : lorsque celui-ci saute à travers le miroir pour le traverser, un mystérieux « double » transparent du héros en sort par l'autre côté. Dans le sixième niveau, ce double réapparaît et se révèle maléfique en provoquant la chute du héros dans une partie inférieure du palais, correspondant au septième niveau du jeu. Dans le huitième niveau, le joueur se retrouve bloqué derrière une grille et doit sa survie à une souris envoyée par la princesse pour appuyer sur une dalle permettant l'ouverture de la grille en question. Aucun élément scénaristique ne vient faire évoluer la trame du jeu jusqu'à ce que le joueur se retrouve de nouveau confronté à son double au douzième niveau. Toujours vindicatif, le double est désormais muni d'une épée, mais tout combat avec lui est voué à l'échec car le héros et son double partagent la même barre de vie : les coups infligés à son adversaire sont autant de coups reçus par le héros lui-même. Le joueur doit dès lors lâcher son épée et avancer vers son double pour que les deux corps fusionnent en mettant un terme au dédoublement. Le héros parvient enfin au sommet du palais où l'attend Jaffar. Un dernier combat à l'épée, d'un niveau de difficulté supérieur aux précédents, permet au héros de vaincre Jaffar et d'entrer dans la pièce où est retenue la princesse. Les deux personnages s'enlacent.
Un épilogue s'affiche alors sous forme de texte : le peuple de Perse acclame la chute du tyran Jaffar et la libération de la princesse. Le jeune inconnu incarné par le joueur est désormais devenu le prince de Perse.

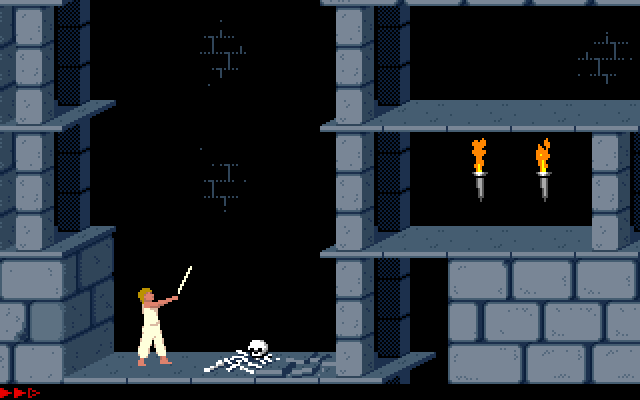
Niveau 1 : le héros récupère une épée.
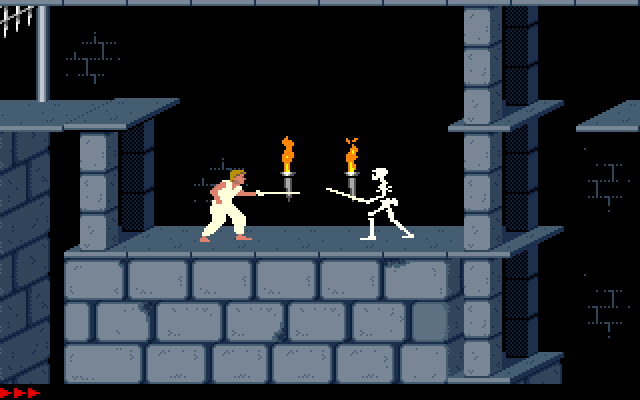
Niveau 3 : le combat contre un squelette.
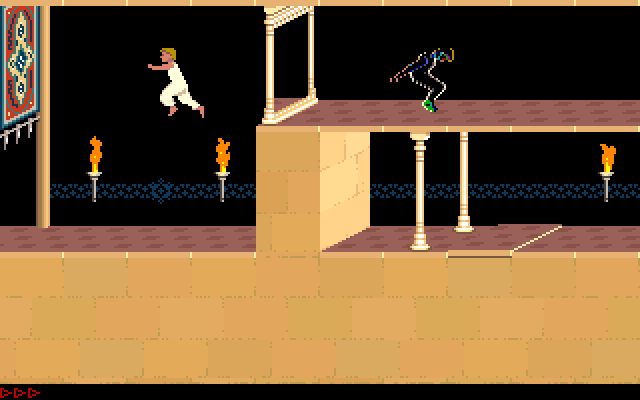
Niveau 4 : la traversée du miroir et l'apparition du « double ».
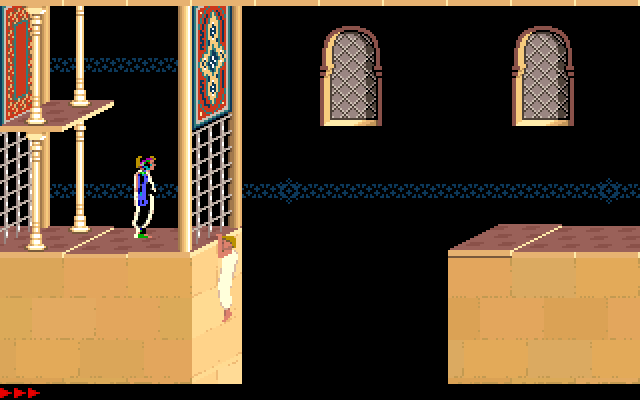
Niveau 6 : le double provoque la chute du héros.
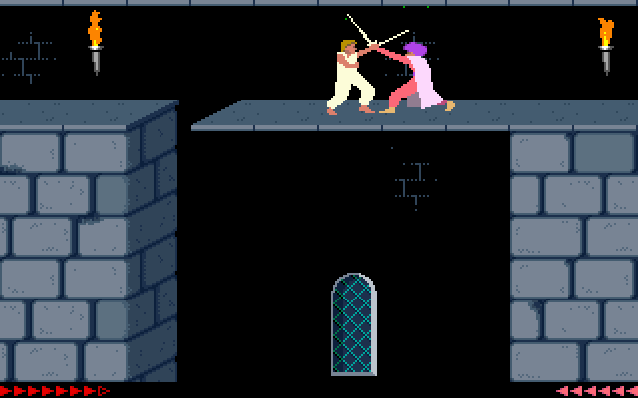
Niveau 12 : le combat contre Jaffar.
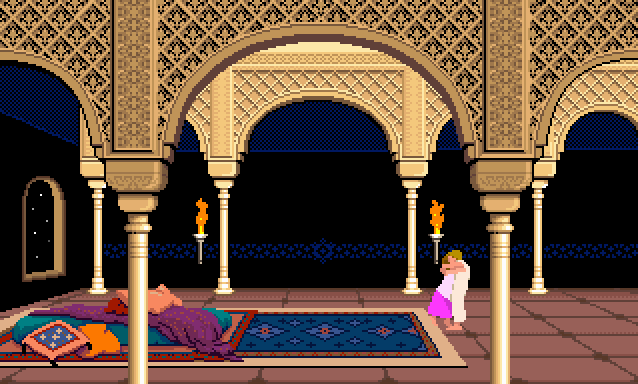
La scène finale.

## Système de jeu

### Généralités

Capture animée du jeu, illustrant le système de jeu sous MS-DOS (phase de plate-forme et de combat).

Prince of Persia est un jeu de plates-formes, sous-genre du jeu d'action. Le but du jeu est de terminer l'ensemble des douze niveaux dans le temps imparti, c’est-à-dire une heure. Il s'agit d'un des rares jeux de l'époque à intégrer une limite de temps et à ne pas intégrer la notion de score.
Le joueur contrôle un personnage vu de profil qui peut courir, marcher, se baisser, sauter, s'accrocher et combattre à l'épée. Chaque niveau est découpé en plusieurs écrans fixes : lorsque le personnage contrôlé par le joueur approche de l'extrémité d'un écran, l'écran suivant se charge. Chaque écran est composé de trois étages de plates-formes symbolisées par des dalles sur lesquelles le joueur peut se déplacer.

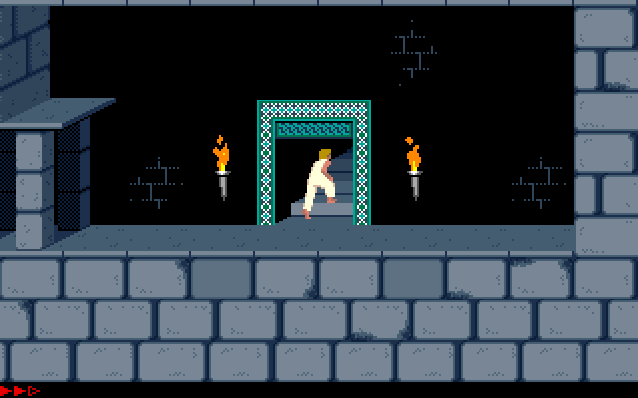
Porte permettant le passage du niveau 1 au niveau 2.

Certaines dalles ont des fonctionnalités particulières. Beaucoup d'entre elles sont instables et s'effondrent quelques instants après que le personnage marche dessus ou les frappe par en dessous. D'autres dalles déclenchent des mécanismes d'ouverture ou de fermeture de grilles. Dans chaque niveau, une dalle permet d'ouvrir la porte ouvrant l'accès au niveau suivant, mais aucune indication n'est donnée au joueur pour savoir où se situe cette dalle : c'est à lui de la chercher dans l'ensemble du niveau.

### Barre de vie

Capture animée du jeu : le joueur boit une potion pour récupérer un point de vie perdu.

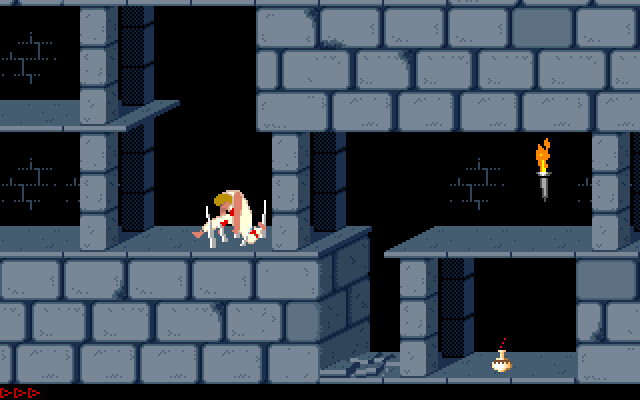
Mort du héros dans un piège.

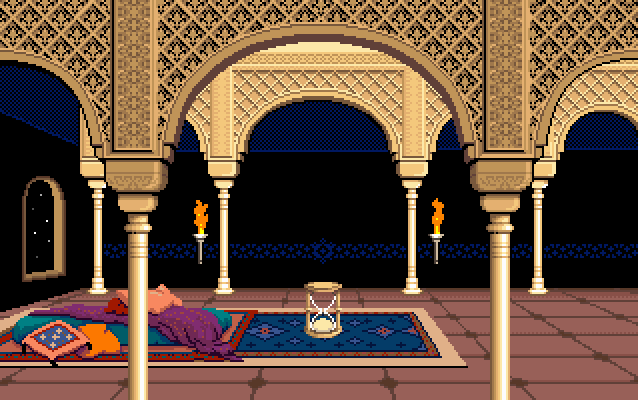
Écran de game over.

Le joueur dispose d'une barre de vie initialement composée de trois points symbolisés par trois triangles. Cette barre de vie peut être affectée de différentes manières au cours du jeu. Le joueur perd un point de vie s'il chute de deux étages, s'il reçoit un coup d'épée lors d'un combat ou si une dalle lui tombe sur la tête. Il perd la totalité de sa barre de vie d'un seul coup s'il est pris dans un piège (pics sortant du sol et plaques tranchantes), s'il chute de plus de deux étages ou s'il se confronte à un garde sans avoir préalablement sorti son épée. Le joueur peut récupérer des points de vie perdus et allonger sa barre de vie en buvant des potions disposées à divers endroits du jeu. Les potions rouges permettent de récupérer un point de vie tandis que les potions bleues doivent être évitées car elles retirent un point de vie. Les potions rouges contenues dans un grand vase permettent d'allonger la barre de vie d'un point supplémentaire. La barre de vie se régénère par ailleurs entièrement lors du passage d'un niveau à l'autre.
Lorsque la barre se vide complètement, le protagoniste « meurt » sans qu'il s'agisse pour autant d'une situation de game over. Le joueur poursuit en effet la partie en reprenant l'action au début du niveau démarré avec une barre de vie à nouveau remplie. La seule situation de game over survient lorsque le temps de jeu d'une heure est épuisé : n'ayant pas réussi à délivrer la princesse dans le temps imparti, le sort de celle-ci est scellé. Le jeu s'arrête et une courte cinématique permet au joueur de constater que la pièce où elle était retenue est désormais vide et que le sablier d'une heure est écoulé.

### Combats
|                                                                  |  |  |
| Scènes de combat perdu et de combat remporté contre deux gardes. |  |  |

Lors des phases de combats, le joueur doit parvenir à tuer son adversaire en lui infligeant autant de coups d'épée que celui-ci à de points de vie. Une autre manière de vaincre un adversaire est de le faire reculer jusqu'à ce qu'il soit pris dans un piège ou chute d'une plate-forme.
La plupart des adversaires sont relativement simples à vaincre du fait qu'ils ne disposent pas de tactique particulière dans leur manière de combattre. Certains adversaires font exception à cette règle. Dans le niveau 3, le joueur est amené à se battre contre un squelette qui ne dispose pas de barre de vie et n'est pas sensible aux coups qu'il reçoit : la seule manière de le vaincre est de le repousser jusqu'à ce qu'il chute d'une plate-forme. Il est également possible de l'éviter en réalisant un long saut afin d'être à sa droite au début du combat. Dans le niveau 6, un garde corpulent parvient à contrer la plupart des coups qui lui sont portés et le joueur doit à son tour contrer les ripostes pour ne pas être touché. Dans le niveau 8, un garde adopte une stratégie défensive qui oblige le joueur à déclencher lui-même chaque offensive. Cette stratégie peut-être contrecarrée en rengainant son épée puis en frappant immédiatement, trompant le garde. Enfin, dans le niveau 12, Jaffar, qui constitue le boss de fin du jeu, parvient à contrer certains coups et à riposter : le fait qu'il dispose de 6 points de vie en fait l'un des adversaires les plus difficiles à vaincre.

### Spécificités

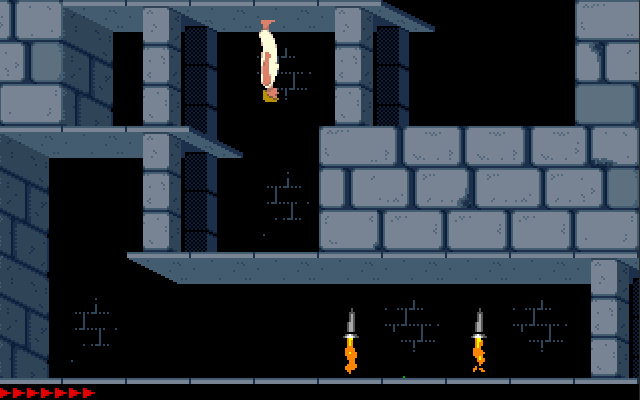
Au niveau 7, une potion peut provoquer l'inversion de l'écran.

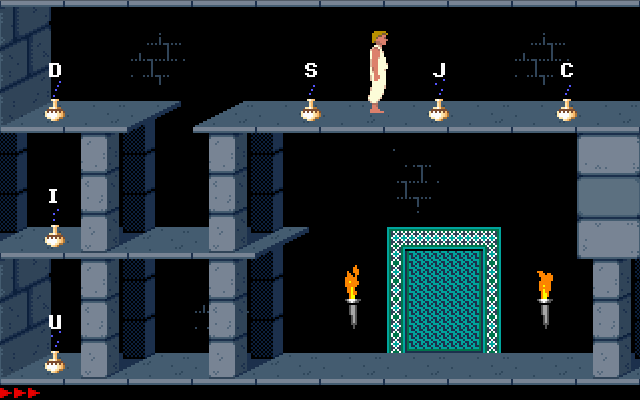
Niveau intermédiaire entre les niveaux 1 et 2 sur MS-DOS.

Au cours du jeu, certains éléments de gameplay apparaissent de manière unique.
Dans le niveau 7, deux potions de couleur verte ont chacune un effet inverse. L'une d'elles, que le joueur doit nécessairement boire pour terminer le niveau, lui permet de réduire les effets de la gravité et de gérer en douceur une longue chute de plusieurs étages pour rejoindre la porte de sortie du niveau. La seconde potion, à éviter, inverse quant à elle la gravité en renversant le sens de l'écran : le joueur peut continuer l'aventure, mais la maîtrise du jeu devient complexe du fait que le personnage évolue en sens inverse des commandes directionnelles.
Le niveau 12 comporte une difficulté supplémentaire en intégrant une portion de dalles invisibles situées au-dessus du vide. Le joueur doit avancer sur ces dalles en ayant initialement l'impression de se jeter dans le vide, ce qui le pousse à effectuer une action contre-intuitive par rapport aux règles de gameplay qui prévalent dans le reste du jeu. Ce même niveau 12 se divise par ailleurs en deux parties distinctes séparées par un point de sauvegarde semblable au passage d'un niveau supplémentaire. Ce point de sauvegarde est situé quelques écrans avant le combat avec Jaffar et permet ainsi au joueur, s'il est vaincu lors du combat final, de poursuivre l'aventure en reprenant l'action à partir de ce point de sauvegarde et non à partir du début du niveau 12.
Dans certaines versions du jeu sur MS-DOS, un niveau intermédiaire est présent entre le niveau 1 et le niveau 2, servant à vérifier si le joueur a bien acheté le jeu. Ce niveau comporte un vaste ensemble de potions associées à des lettres de l'alphabet latin. Une indication située en bas de l'écran demande au joueur de se référer au manuel du jeu pour identifier la lettre correspondant à la potion à boire pour accéder au deuxième niveau.

## Développement

### Prémices du projet (1985-1987)
Prince of Persia est développé par le jeune programmeur Jordan Mechner. Après de nombreux jeux amateurs sur Apple II qu'il réalise pendant son temps libre durant ses années à l'université, Brøderbund fait éditer en 1984 son premier jeu sur le circuit commercial, il s'agit de Karateka, un jeu de très bonne facture qui connaît un gros succès (500 000 ventes). Malgré quelques hésitations, cette réussite et les encouragements des membres de Brøderbund poussent Mechner à entreprendre un nouveau projet en collaboration avec la société (pour l'édition). En juillet 1985, il commence à écrire ses premières maquettes de scénario. Le 17, Gene Portwood de Brøderbund lui propose une idée : « Et que penses-tu d'Ali Baba;  Simbad ? ». Jordan est conquis et le soir même, il note : « c'est polyvalent, familier, visuellement distinctif, et – dans le domaine du jeu vidéo – n'a pas encore été utilisé jusqu'à la moëlle. ».

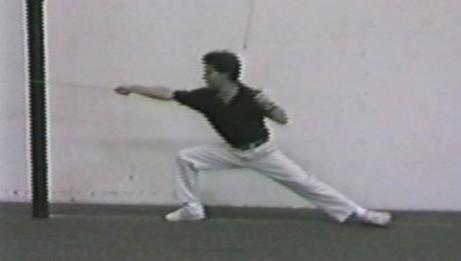
Extrait d'une pellicule sur laquelle Jordan Mechner a filmé son frère David maniant une épée pour capturer ses mouvements et les reproduire dans le jeu (technique de rotoscopie).

En septembre-octobre 1985, il emprunte une caméra pour travailler sur le mouvement du personnage, comme il l'avait précédemment fait pour Karateka, et il filme son jeune frère David dans des exercices qui constitueront par la suite plusieurs mouvements du prince. Mechner réside chez ses parents et la production du jeu n'a à proprement parler pas encore débuté. Les négociations à propos du contrat se prolongent entre fin septembre 1985 et avril 1986. En avril-mai, il utilise une technique dérivée de la rotoscopie : il s'agit de photographier le film magnétique avec du Super 8 puis d'utiliser un numériseur pour numériser les images, et obtenir la décomposition réelle (et donc très précise) des mouvements de son frère, mais cette première méthode donne des résultats peu probants.
En septembre 1986, il s'installe seul à San Francisco, pour travailler dans des quartiers de Brøderbund. Son projet est placé sous l'attention d'Edward Badasov (le product manager); le 11, lors d'une réunion sur le projet, celui-ci propose le titre de Prince of Persia. En septembre-octobre, Mechner travaille l'animation du personnage avec une nouvelle méthode : il photographie les images du film sur du 35 mm, effectue les retouches, puis il rephotographie les images avant de les numériser. Il écrit les premières lignes de code et arrive à obtenir les premiers animations du prince. En novembre, il peut alors commencer la création du jeu. En janvier 1987, il décide de développer le jeu sur des technologies récentes : il passe de Apple DOS 3.3 à ProDOS (système d'exploitation) et de S-C Assembler à Merlin (assembleur).  En février 1987 il construit ses premiers niveaux, et fait de nouvelles prises de vue pour les mouvements.
En mai 1987, Mechner se rapproche d'une société de cinéma, et il commence à travailler sur des projets de scénarios pour films, et suspend le développement du jeu. Pendant les six mois qui suivent, il délaisse presque entièrement le développement du jeu, et le projet est pour ainsi dire abandonné.

### Reprise et production (1988)
Mais ses projets dans le cinéma n'aboutissent pas et Jordan reprend finalement Prince of Persia en janvier 1988. À ce stade, il n'y a pas d'ennemis dans le jeu, car les animations du Prince prennent trop de mémoire. Mais en juin, Mechner trouve une astuce et crée un double du Prince avec des couleurs inversées ; Robert Cook (un de ses collègues) invente alors une histoire pour ce « Shadow man » : il naît de la traversée d'un miroir magique par le prince, et se cache jusqu'à ce que le prince réussisse à le réabsorber. Mechner songe alors à ajouter des combats à l'épée, et en août, il loue une caméra et se filme avec Cook lors de séquences de combats à l'épée. En septembre, Brian Eheler prend la place d'Ed Badasov en tant que product manager.
En octobre il intègre le nouveau code à son ancien éditeur de niveau. Pendant ce dernier trimestre de l'année 1988, Mechner réfléchit et construit le gameplay de son jeu. Il s'inspire beaucoup de son précédent travail sur Karateka et de jeux à succès auxquels il a joué. Au début du jeu, il souhaite présenter un déplacement horizontal simple pour ne pas trop compliquer le gameplay (comme dans Karateka), puis ajouter des déplacements plus verticaux et basés sur les sauts au fur et à mesure de la progression. Il envisage un gameplay de type puzzle/énigme en se référant à Lode Runner ou Dr. Creep (en). Mais il doute de l'équilibre et de la richesse du gameplay. Il n'est pas satisfait des séquences de tension, du plaisir dans la progression et de l'attrait de l'objectif dans le jeu. Trouvant le but principal (sauver la princesse) peu attirant, il envisage de soutenir la tension du jeu en faisant de « Shadow man » un antagoniste récurrent qui pourrait tenir le rôle de concurrent face au véritable Prince, en s'accaparant les bonus si le joueur n'est pas assez rapide ou habile pour les obtenir; cela permettant d'intégrer un objectif secondaire plus directement visible et attractif pour le joueur, dans un gameplay relativement pauvre en termes d'attrait immédiat. Il envisage de découper le jeu en quatre châteaux de 10 niveaux, et chacun divisé en 24 écrans, mais ce découpage ne sera finalement pas adopté. Ce retour au découpage entièrement modulaire des niveaux, hérité des jeux qui souffraient de limitations techniques importantes ou d'un gameplay qui imposait une vision d'ensemble, va à contre-courant de la tendance évolutive des jeux de l'époque vers le défilement (ou scrolling) et fait douter Mechner,.
En novembre-décembre il intègre de nouveaux graphismes : de gros blocs en termes de décors dans le château, des briques et des torches en arrière-plan dans les passages, plus tard, Cook lui donne l'idée des colonnes de pierre pour habiller les longs couloirs. Mechner songe aussi à supprimer l'éditeur de niveau du produit final, ce qui permet de libérer de la place,,. Il travaille aussi sur le système de combat, qu'il réécrit à plusieurs reprises, pour obtenir un système qui lui convient; les combats devenant un point essentiel du gameplay. Après le visionnage de plusieurs films de cape et d'épée des années 1930 comme Capitaine Blood, il étudie notamment les combats à l'épée dans Robin des Bois de 1938 (entre Basil Rathbone et Errol Flynn) et s'en inspire pour le jeu. Lors d'un duel dans le film, les acteurs sont filmés de profil durant 6 secondes. Mechner en profite pour récupérer par rotoscopie l'animation et l'incorpore dans le jeu,. Le manuel d'instruction de la version Atari ST résume : « Prince of Persia est l'aboutissement d'un travail de 3 ans, consacré à l'étude, l'analyse et la synthèse de films d'aventures orientales des années Trente. »,

### Achèvement et distribution (1989)
Début février 1989, il expose son Creative Work Plan qui prévoit une bêta mi-avril, une démonstration au CES début juin et la production en série fin juin, pour un prix de vente autour de 35-40 $. Pour tenir les délais, Eheler le convainc de ne faire qu'un château, ce qui réduit le temps de conception des niveaux pour Jordan, ainsi que la difficulté du jeu, et permet, grâce à la suppression de l'éditeur de niveau de faire tenir le jeu sur une seule disquette. Mechner travaille toujours pour tenter de rendre accessible le produit, il est inquiet à propos de la difficulté et de la complexité du jeu, qui pourraient rebuter les joueurs. Il décide de faire moins de niveaux, et simplifie les contrôles, les rendant plus instinctifs et utilisant moins de touches (pour les combats notamment). En mars, il fait appel à Avril Harrison pour réaliser un écran-titre en couleur pour l'Apple IIGS, elle le réalise en 29 heures pour 1 015 $,.

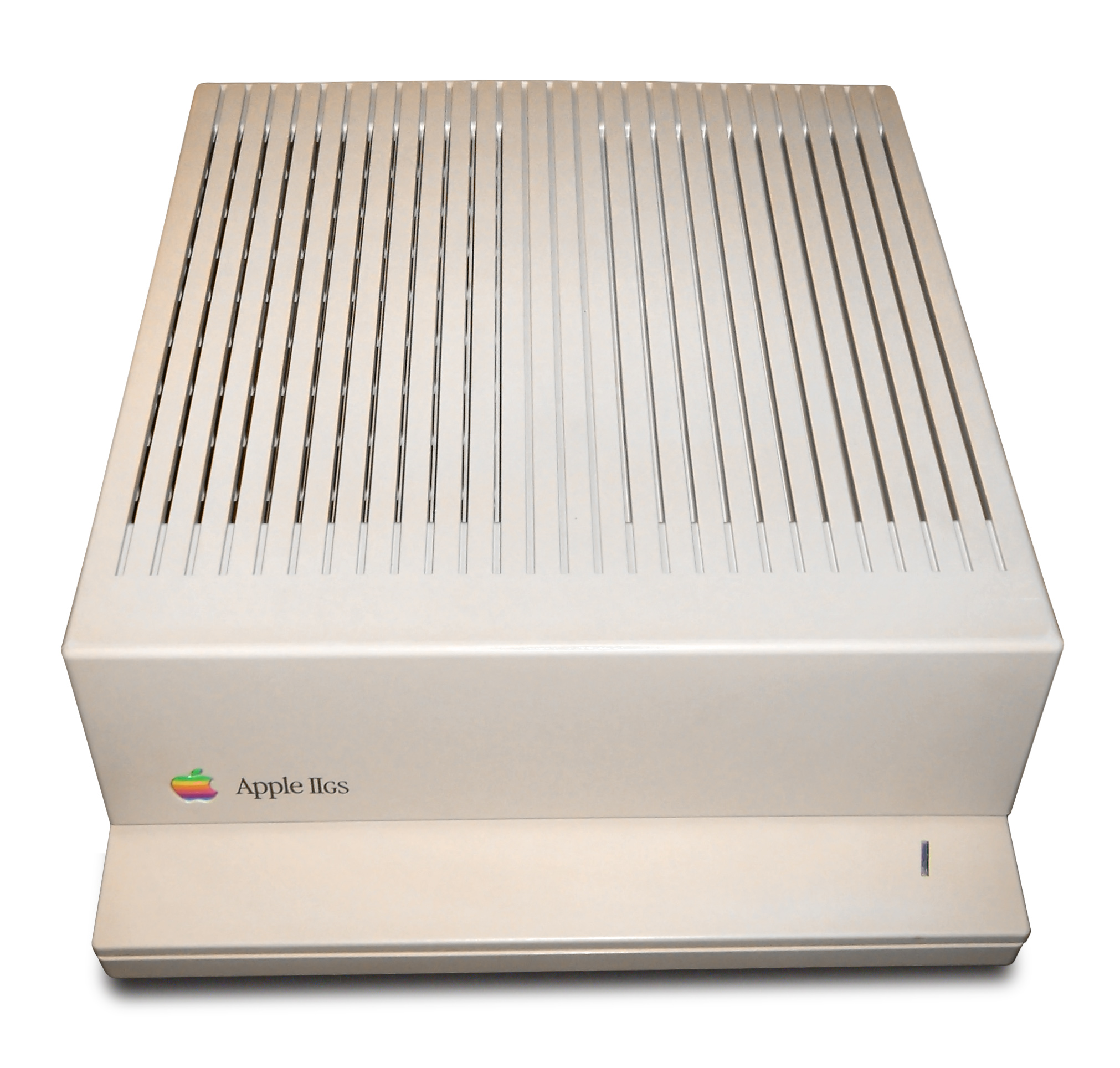
Sur Apple IIGS, le jeu bénéficie d'un écran-titre en couleurs.

Depuis mi-1988, le marché de l'Apple II est en baisse et devient de moins en moins attractif pour les éditeurs. Les possibilités techniques relativement faibles de l'Apple II limitent les productions des programmeurs; en termes de puissance de calcul, de mémoire de disquettes compatibles et d'affichage des couleurs, l'Apple II est en retard; en outre, l'utilisation du mode double hi-res (en) pour obtenir un rendu acceptable complique la programmation,. Au début de 1989 les membres de Broderbund sont de plus en plus séduits par la qualité du projet de Mechner et de son grand potentiel en termes de vente. Alors qu'à cette période, Broderbund connaît des problèmes économiques à cause d'une période creuse en termes de grosses éditions, la société veut mettre en avant le produit. Plusieurs membres de Broderbund poussent Mechner à finir rapidement son jeu et lancer des portages sur des supports plus répandus, particulièrement pour le système d'exploitation MS-DOS, très en vogue à ce moment. Le 30 avril, lors d'une réunion de comité d'édition, Doug Greene commente « Nous comptons dessus pour être notre prochain gros succès. »,,
En avril-mai Mechner travaille sur plusieurs points et ajoute de nombreux détails, chronologiquement : la séquence d'ouverture, l'animation du personnage montant les escaliers, la souris blanche, le garde obèse, les traces de sang sur les hachoirs, la rédaction du manuel, les potions de vie et le garde squelette. Mechner travaille avec le département d'assurance qualité pour vérifier le produit et avec le département marketing pour réaliser des visuels et le packaging. En mai-juin, Merchner travaille sur la conception des niveaux définitifs. Il prépare aussi la réalisation des portages pour DOS, Amiga réalisés par Dan Gorlin tandis que la version Atari ST sera elle un portage effectué par Microïds (à l'époque, Broderbund Software États-Unis était distribué en France par Loriciel sous le nom de filiale Broderbund France, les deux sociétés françaises étant très proches, Microïds s'occupera de la version ST et CPC), version qui n'a pas les ralentissements des deux précédentes version. Eheler lui annonce que le jeu est finalement porté sur disquette 3½ pouces,,.

### Publication du code source (2012)
Le 17 avril 2012, Jordan Mechner a publié (sous licence non libre) le code source original (en assembleur) qu'il a écrit pour l'Apple II. Disponible sur Github

## De nombreuses versions

### Années 1990
En 1989 sort la version originale du jeu sur le micro-ordinateur 8-bits Apple II. Le jeu rencontre le succès et Brøderbund décide rapidement de porter le produit sur plusieurs autres micros-ordinateurs de l'époque. Les versions Amiga, Amstrad CPC, Atari ST et DOS sortent en occident pendant l'année 1990. Comme plusieurs programmes à cette époque, le jeu souffre de ralentissements lorsque se déclenchent des animations ; la version Atari ST présente une réalisation supérieure à ses concurrentes, qui sont très proches de la version originale. Pour le marché japonais, Brøderbund fait développer deux versions sur les micro-ordinateurs FM Towns et PC-98, ainsi que des versions Sharp X68000 et PC-Engine (Super CD-ROM²), sorties en 1991, qui incluent une courte séquence en dessins animés au début du jeu, dans un style très japonais.

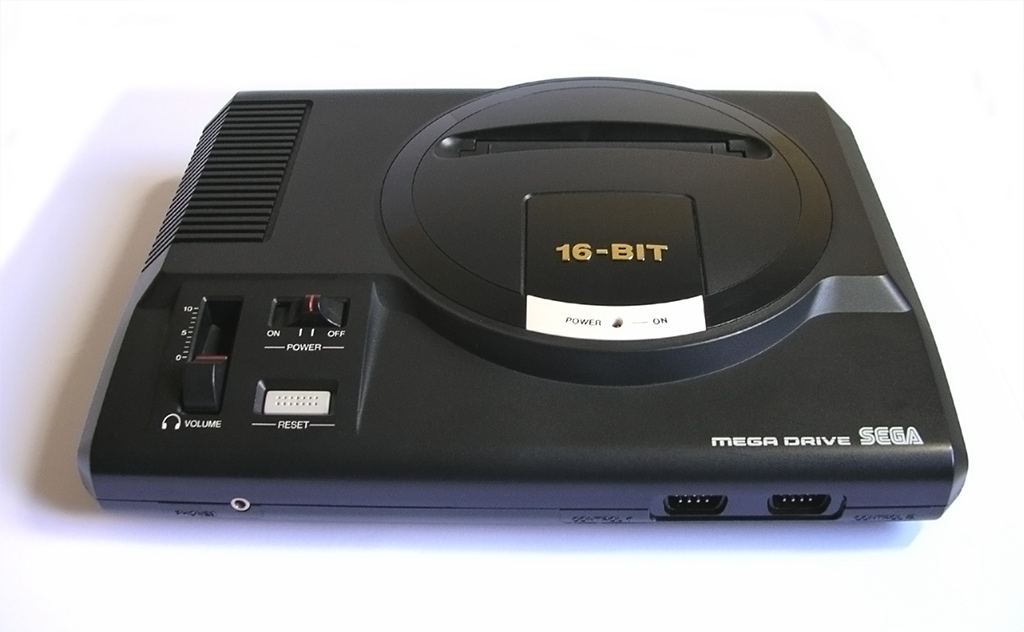
La version Mega Drive est graphiquement la plus aboutie.

Brøderbund continue de capitaliser sur le succès du jeu et fait éditer huit versions pendant l'année 1992. La version Macintosh, sortie en Amérique du Nord, et développée par Presage Software bénéficie d'une réalisation très soignée et reste la version la plus aboutie sur PC. Les consoles portables Game Boy et Game Gear accueillent aussi une version du jeu. Des portages sortent sur les consoles de salons NES et Master System, en fin de vie. En cette année 1992 sortent les premières versions pour les consoles 16-bits, qui bénéficient de graphismes et de musiques de qualité très supérieures aux précédentes versions ; la version Super Nintendo bénéficie d'une bonne réalisation et est enrichie de sept niveaux supplémentaires, de plus le joueur dispose cette fois de deux heures pour finir l'aventure ; la version Mega-CD est en revanche de piètre qualité. En 1993 sort la version Mega Drive, qui arbore les plus beaux graphismes toutes versions confondues qui en font malgré des contrôles légèrement modifiés, une des meilleures versions.
À partir de cette date, les portages suivants seront moins nombreux et plus espacés dans le temps. En 1995 sort une version sur ZX Spectrum de qualité médiocre, ainsi que la compilation Prince of Persia CD Collection pour DOS et Macintosh, regroupant le jeu et sa suite sortie en 1993 : Prince of Persia 2: The Shadow and the Flame. Pour soutenir la future sortie (en 1999) de Prince of Persia 3D, The Learning Company (qui a racheté Brøderbund) fait rééditer le jeu. D'abord dans la compilation Prince of Persia Collection distribuée pour Windows et Macintosh en 1998, qui contient en bonus un making-of pour le prochain jeu. Ensuite dans une réédition sur Game Boy Color en 1999 qui inclut les modifications de niveaux de la version Super Nintendo.

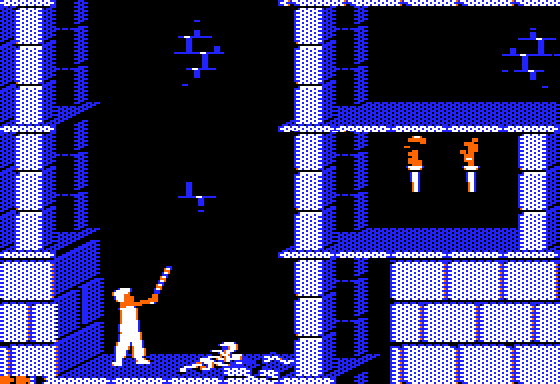
Version Apple II.
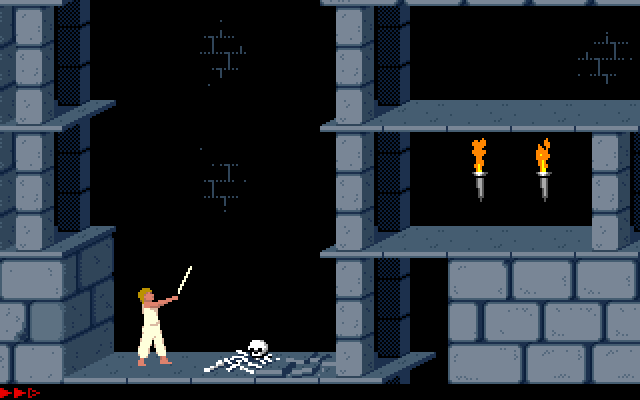
Version MS-DOS.
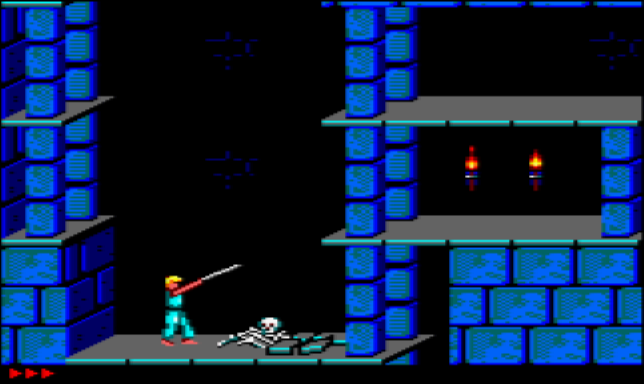
Version Amstrad CPC.
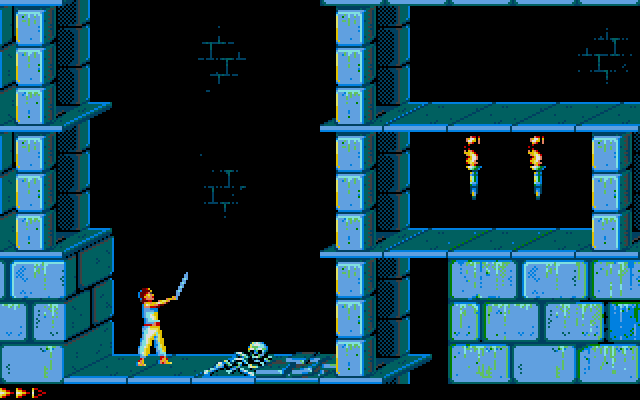
Version Atari ST.
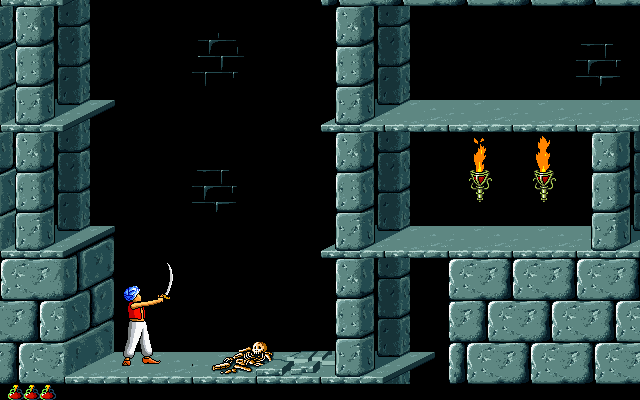
Version Macintosh.
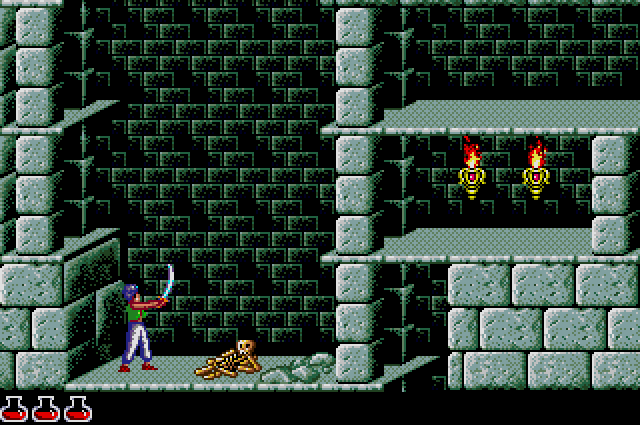
Version Sega CD.
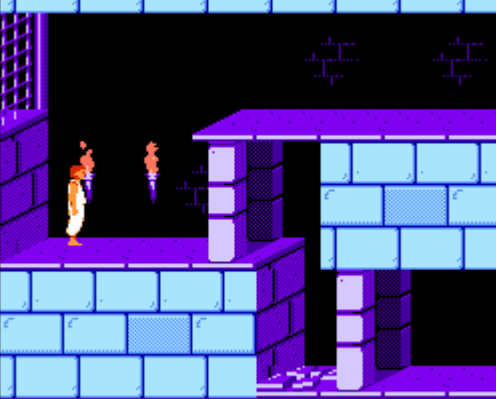
Version NES.
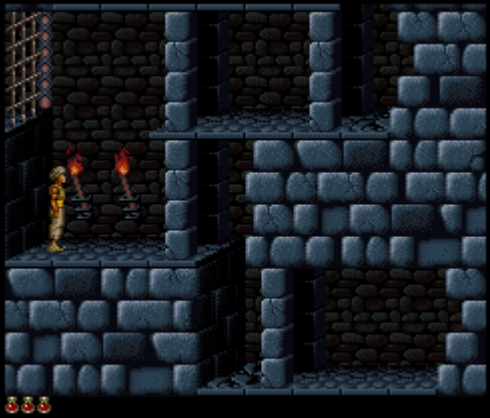
Version SNES.
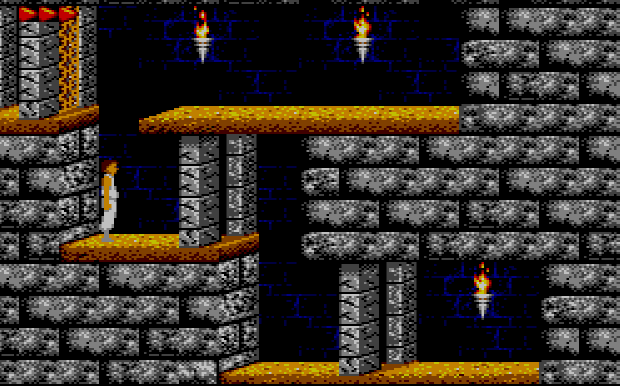
Version Master System.
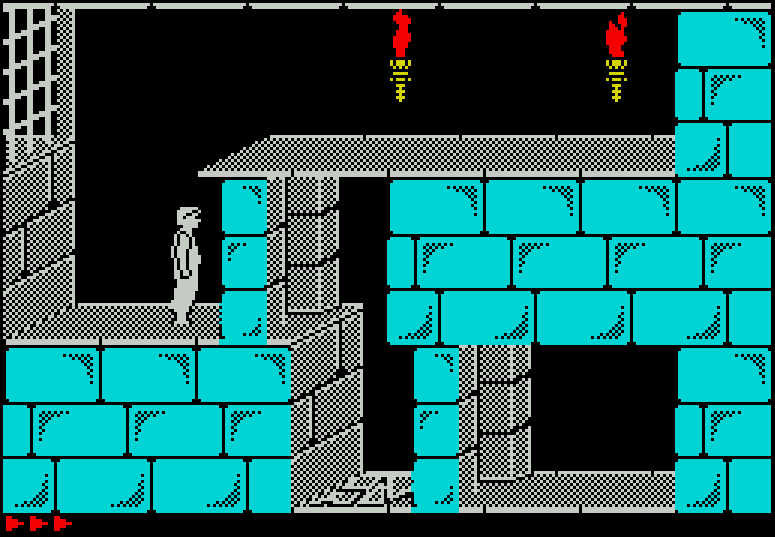
Version ZX Spectrum.

### Années 2000
En mars 2001, Ubisoft acquiert la licence Prince of Persia et développe un nouvel épisode pour les consoles de sixième génération. Il s'agit de Prince of Persia : Les Sables du temps, un projet important pour Ubisoft, autour duquel il organise de la publicité. Le jeu sort en novembre 2003 et à cette occasion Ubisoft charge Gameloft de réaliser un remake du jeu original pour téléphone mobile ; intitulé Prince of Persia: Harem Adventures, il est distribué en juillet 2003 pour J2ME (plate-forme java mobile). L'adaptation est fidèle à l'original hormis le nouveau scénario qui propose de secourir les concubines du sultan prisonnières à l'issue de chacun des sept niveaux, et l'apparition d'un système de score. Il s'agit d'une bonne adaptation selon IGN. En novembre, Ubisoft distribue sur internet Prince of Persia: Special Edition, un mini-remake en flash ne contenant qu'un niveau inspiré du premier stage, avec une limite de temps de huit minutes, et affichant un lien sur l'écran-titre pour acheter le nouveau jeu en 3D. De même, le jeu original est inclus dans les versions PlayStation 2, Xbox et GameCube de Prince of Persia : les Sables du temps, et un remake en 3D du premier niveau est ajouté aux versions GameCube et PC.
En juin 2007 sort sur le Xbox Live Arcade (service de téléchargement de jeux en ligne) Prince of Persia Classic, un remake en 3D développé par Gameloft et inspiré de la trilogie Les Sables du temps; il réutilise les graphismes avec la teinte couleur sable et l'animation avec les nombreux mouvements du Prince. De nombreux changements dans le gameplay amènent le jeu vers les standards de 2007 : l'inclusion d'un checkpoint (point de passage) à chaque niveau; les combats sont revus; plusieurs modes de jeu permettent de modifier la difficulté; le contrôle du Prince est bien plus aisé; deux fins différentes apparaissent selon que le joueur achève l'aventure en moins ou en plus d'une heure et des pastilles bonus cachées permettent d'améliorer le score des niveaux,,. Le jeu est porté sur le PlayStation Store en octobre 2008, quelques semaines avant la sortie du nouvel épisode sur console de salon : Prince of Persia. Une version pour téléphone mobile, toujours développée par Gameloft, est distribuée en novembre 2007. Elle est très proche de la version console, tant au niveau des graphismes (qui ne sont pas en 3D mais basés sur J2ME), de l'animation que du gameplay. Début 2012, les versions Game Boy Color et Super Nintendo de Prince of Persia sont ressorties sur les Consoles virtuelles respectives, à savoir sur Wii pour la version Super NES et sur Nintendo 3DS pour la version Game Boy Color.

### Versions non officielles et mods
Version Commodore 64
Mise à disposition au début de l'année 1994, cette version développée par trois personnes présente quelques couleurs très vives ayant un résultat peu esthétique. Toutefois, la version C64 n'existe qu'au stade de « preview », c'est-à-dire au stade de démonstration uniquement constituée de captures d'écran. En effet, aucune version jouable sous C64 n'a encore vu le jour, les trois programmeurs hongrois de cette version n'ayant pas terminé certaines animations.
Mods
Plusieurs "mods" (versions dont l'apparence des personnages, des décors, ou de la structure des niveaux ont été modifiés) ont été créées par des fans, la plupart étant des modifications de la version MS-DOS. Ces modifications ont été obtenues grâce à des éditeurs de niveaux eux aussi développés par des fans. Parmi les nombreuses mods existantes, quelques titres :
- 4D Prince of Persia (créé en 1994 par Terebilov K.A., jouable sur Archive.org[66])
- Prince of Persia: The Shadow of The Castle (une suite a aussi été développée)
- Prince of Persia: Revolutions
- Prince of Persia: The Great Escape
- Prince 2: The Duel
- Prince of Persia II: The Arena
- Pirates of Persia

## Accueil
Le jeu a reçu de nombreuses récompenses de la part de la presse spécialisée de l'époque.
Le jeu est novateur et abouti sur bien des aspects : on y trouve une animation très fluide et détaillée du personnage, jointe à un comportement et des aptitudes physiques réalistes, à contre-courant des nombreux jeux d'arcade de l'époque (comme le personnage de Super Mario Bros. qui fait des sauts de plusieurs fois sa taille), l'utilisation de la barre de vie, encore rare à cette époque, un temps limité pour achever l'aventure, ou encore l'absence de tout score.
La trame du jeu est axée sur une quête pour délivrer une demoiselle en détresse et s'ancre à ce titre dans une vision caricaturale de la représentation des genres dans les jeux vidéo. Cet élément a parfois été critiqué par la suite lors de la prise de conscience de certains codes misogynes dans l'univers du jeu vidéo.

## Postérité
Les pièges et les énigmes de ce jeu se retrouvent par la suite dans de nombreux autres jeux, notamment Tomb Raider. Le mélange de style immersif, arcade et aventure a influencé Eric Chahi dans la conception de Another World qui a poussé encore plus loin le côté cinéma.